# Amadou Camara Guèye
Pour les articles homonymes, voir Camara et Gueye.
Amadou Camara Guèye,  né le 15 août 1968 à Bignona (Sénégal), est un artiste-peintre sénégalais.

## Sélection d'œuvres
- Suite du bal, 2004
- Tangana (The little bistro coffee), 2004
- Diakarlo (Face à face), 2005
- Wahambané (L'adolescent), 2005
- Diarr-Diarr n°1 (Passage n°1), 2018
- ASC Pikine, 2018